# Anton Bossi Fedrigotti
Anton Bossi Fedrigotti, nato Anton Bossi-Fedrigotti von Ochsenfeld (Innsbruck, 6 agosto 1901 – Pfaffenhofen an der Ilm, 9 dicembre 1990), è stato uno scrittore e diplomatico austriaco.
Con lo pseudonimo Toni Herbstenburger, intraprese la carriera di diplomatico. Firmandosi Anton Graf Bossi-Fedrigotti, il suo nome compare in alcuni film tra gli sceneggiatori e anche come consulente militare.
Dal maggio 1933 fu membro del partito nazista (matr. 1.875.708) e dal luglio dello stesso anno membro del SA.

## Filmografia

### Sceneggiatore
- Standschütze Bruggler, regia di Werner Klingler (1936)
- Gewitter im Mai, regia di Hans Deppe (1938)
- Blitzkrieg! Guerra lampo (documentario), regia di Günther Jonas e Gert Stegemann (1953)

### Consulente militare
- Ero un soldato (So war der deutsche Landser), regia di Albert Baumeister (1955)